# لا دورانته، کبک
لا دورانتِه (به فرانسوی: La Durantaye) قصبه‌ای در منطقه شهری بلشاس ناحیه شودییر-آپالاش در استان کبک کانادا است. در سرشماری سال ۲۰۱۱ این قصبه ۷۵۷ نفر جمعیت داشته‌است و مساحت آن ۳۳٫۷۸ کیلومتر مربع است.